# Бэнтэн Кодзо (фильм, 1958)
«Бэнтэн Кодзо» (яп. 弁天小僧 Benten Kozō, англ. The Jovial Rascals of Edo или The Gay Masquerade) — японский фильм, снятый на студии Daiei режиссёром Дайскэ Ито по мотивам одноимённой популярной пьесы театра кабуки. Заглавную роль исполнил актёр Райдзо Итикава.

## Сюжет
Сюжет фильма следует одноимённой популярной пьесе театра кабуки, являющейся в свою очередь укороченной версией драмы 1862 года «Повесть об Аото, или Парчовая картина с цветами» (яп. 青砥稿花紅彩画 Aoto Zōshi Hana no Nishiki-e) Каватакэ Мокуами, концентрирующейся на одном из её известнейших героев — юноше Кикуносукэ, сбежавшем из-под послушания в храме богини Бэнтэн и присоединившемся к группе осакских «робингудов» под кличкой Бэнтэн-кодзо («монашек Бэнтэн»).

## В ролях
| Актёр          | Роль                          |
| -------------- | ----------------------------- |
| Райдзо Итикава | Бэнтэн Кодзо Кикуносукэ       |
| Синтаро Кацу   | Тояма Саэмоннодзё             |
| Ятаро Курокава | Ниппондзаэмон, Хамасима Сёбэй |
| Ёити Фунаки    | Таданобу Рихэй                |
| Кёко Аояма     | Охан                          |
| Митико Аи      | Окити                         |
| Миэко Кондо    | Орин                          |
| Рюдзо Симада   | Дзюдзо Акабоси                |

## Съёмочная группа
- Кинокомпания: Daiei Film[англ.]
- Продюсер: Син Сакаи
- Режиссёр: Дайсукэ Ито[англ.]
- Сценарист: Яхиро Фудзи, по пьесе Каватакэ Мокуами
- Композитор: Итиро Сайто
- Оператор: Кадзуо Миягава

## Награды
Премия «Голубая лента» (1959)
- Премия в категории «Лучший актёр» (Райдзо Итикава, также за роль в фильме «Пламя»)
- Премия в категории «Лучшая операторская работа» (Кадзуо Миягава)[1][2]

Премия журнала «Кинэма Дзюмпо» (1959)
- Премия в категории «Лучший актёр» (Райдзо Итикава, также за роль в фильме «Пламя»)[1]